# Scalebarrow Tarn
Der Scalebarrow Tarn ist ein See im Lake District, Cumbria, England.
Der See liegt am Scalebarrow Knott. Der See hat keinen erkennbaren Zufluss und keinen erkennbaren Abfluss. Er ist fast vollständig verlandet.